# Masukwane
Masukwane est une ville du Botswana.